# Wolf Strobel

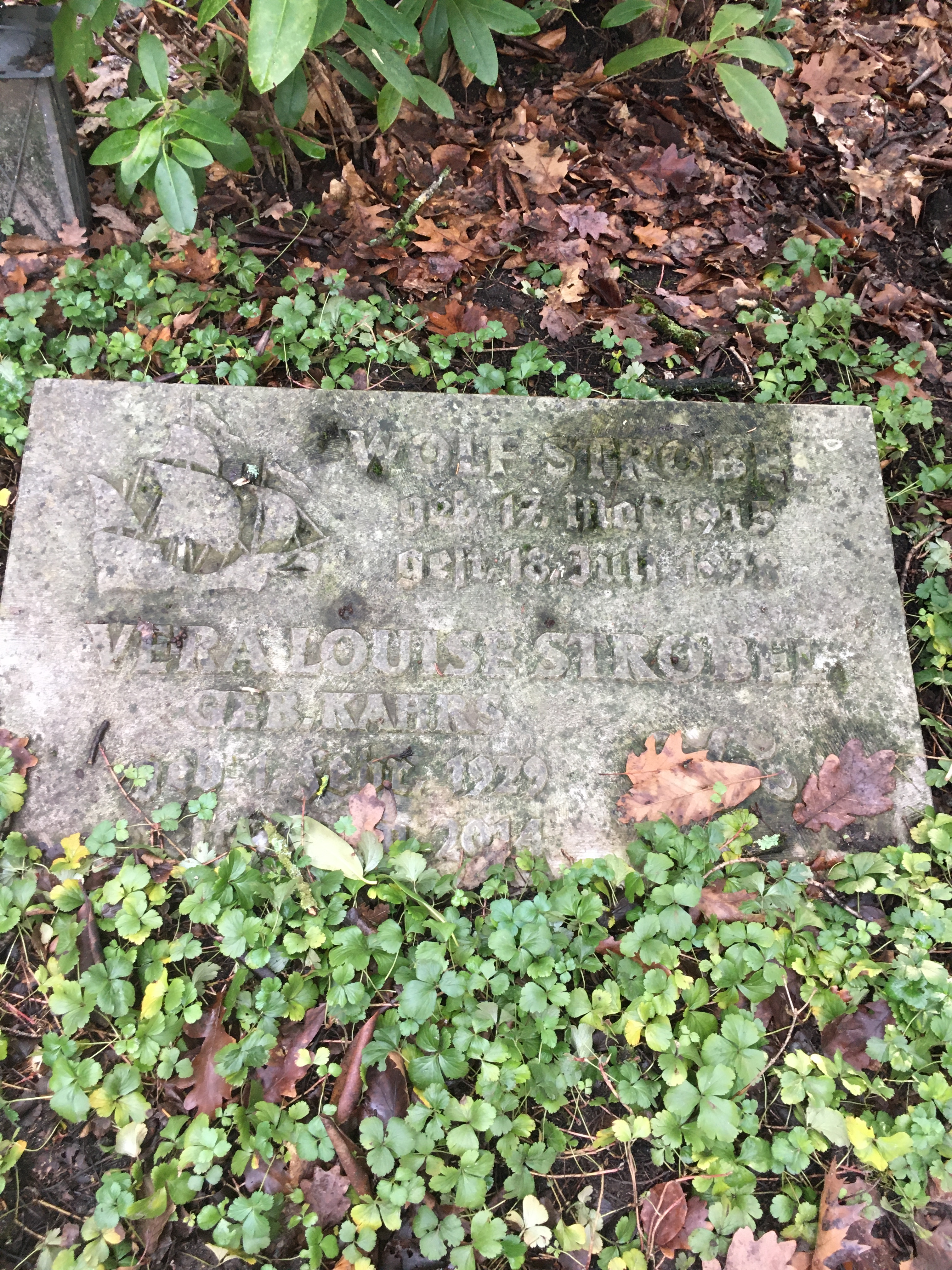
Grabstätte Wolf Strobel auf dem Friedhof Ohlsdorf

Johann Wolfgang „Wolf“ Strobel (* 17. Mai 1915 in Hamburg; † 18. Juli 1978 ebenda) war ein deutscher Maler und Grafiker, der insbesondere auf dem Gebiet der Marinemalerei Bekanntheit erlangte.

## Leben
Wolf Strobel wuchs im Hamburger Stadtteil St. Pauli auf, wo sein Vater Organist und Kantor an der Gnadenkirche war. Bereits in sehr jungen Jahren begann er mit dem Malen und Zeichnen insbesondere maritimer Objekte. 1922 erlebte Wolf Strobel als Siebenjähriger an der Hand seiner Mutter die Einfahrt des Passagierdampfers „Cap Polonio“ in den Hamburger Hafen. Zu Hause hielt er das beeindruckende Ereignis in einem Bild fest – es war der Beginn einer lebenslangen Leidenschaft für die Seefahrt und die Malerei. Seine Vorbilder waren unter anderem Hans Bohrdt, Hugo Schnars-Alquist und Walter Zeeden.
Von 1934 bis 1937 ließ sich Strobel an der damaligen Hansischen Hochschule für bildende Künste ausbilden, unterbrochen vom Reichsarbeitsdienst in der Zeit 1935/36. Da er an der schleswig-holsteinischen Nordseeküste zur Landgewinnung eingesetzt wurde, bekam Strobel Gelegenheit, in seiner Freizeit auch hier zahlreiche Zeichnungen, z. B. von der Hamburger Hallig, anzufertigen.
Zeitlebens hatte Strobel die Möglichkeit, auf Schiffen als Gast oder Leichtmatrose mitzufahren und so seine Eindrücke festzuhalten. 1937 nahm er an einer mehrwöchigen Reise auf dem damaligen Segelschulschiff Horst Wessel teil, 1938 fuhr er auf Bitten von Karl Dönitz auf dem U-Boot-Begleitschiff Saar. Der von Strobel über diese Fahrt verfasste Bericht mit Skizzen wurde unter anderem in der in Leipzig erscheinenden Illustrirten Zeitung veröffentlicht. Ein Jahr darauf konnte er den Zerstörer Z 21 Wilhelm Heidkamp auf einer Übungsfahrt begleiten.
Im Zweiten Weltkrieg nahm Strobel an mehreren Feldzügen teil, wurde aber auch zwischenzeitlich als Kriegsberichterstatter in einer Einheit in Paderborn eingesetzt. Sein gutes Verhältnis zum Oberkommando der Kriegsmarine machte es möglich, U-Boot-Bunker von innen zu zeichnen und Fahrten von Minensuchbooten mitzumachen. Spätestens 1942 war Strobel in die Reichskammer der Bildenden Künste aufgenommen worden.
Nach Kriegsende arbeitete Strobel zunächst als Übersetzer für die Besatzungstruppen und als Leichtmatrose auf einem Fischkutter, ehe er wieder mit dem Zeichnen begann, insbesondere  Impressionen aus dem Hamburger Hafen. 1950 hielt Strobel, der zunehmend auch Aufträge für grafische Arbeiten vor allem von Reedereien bekam, seine Eindrücke von der Insel Neuwerk fest. 1952 erschien in der Hamburger Freien Presse eine Serie von zehn Zeichnungen über das Entstehen eines Schiffes.
Strobel fuhr auch wieder verstärkt zur See. Bereits 1947 war er mit einem Fischkutter in der Nordsee unterwegs gewesen, in den Folgejahren führten ihn weitere Reisen in zahlreiche europäische Länder, 1957 bereiste er die nordwest- und westafrikanische Küste Afrikas, 1958 war er im östlichen Mittelmeer unterwegs, ebenso 1960, als die Reise durch den Bosporus weiter ins Schwarze Meer ging. Zwischen 1961 und 1963 hielt er sich häufig in Italien auf.
1953 hatte Strobel Vera-Louise Kahrs (1929–2014) geheiratet, 1963 wurde die Tochter Eva-Alexandra geboren. 1978 verstarb er im Alter von 63 Jahren und wurde auf dem Friedhof Ohlsdorf im Planquadrat S 12 beigesetzt.  Der Nachlass des Künstlers befindet sich, bis auf wenige Ausnahmen in Privatbesitz, im Internationalen Maritimen Museum Hamburg.

## Werke (Auswahl)
- 1926: Cap Polonia, 18 × 24, Aquarell
- 1935: Hamburger Hallig, 18 × 24, Aquarell
- 1938: Schlachtschiff Gneisenau, 28 × 45, Aquarell
- 1939: Feuerschiff Elbe 1, 14 × 20, Scribtol
- 1942: Einschieben des Torpedos, 32 × 45, Kohle
- 1944: Portrait eines Soldaten, 24 × 30, Farbkohle
- 1946: Arbeiter auf der Fahrt zur Werft, 24 × 36, Öl auf Pappe
- 1946: Kohlenklau, 24 × 32, Öl auf Pappe
- 1947: Chilehaus, 35 × 42, Sepia
- 1948: Kremer Werft, Elmshorn, 60 × 80, Öl auf Leinwand
- 1952: Hamburger Hafen, 85 × 125, Öl auf Leinwand
- 1957: Markt in Duala, Kamerun, 32 × 40, Farbstift
- 1960: Schliecker-Werft, 30 × 40, Farbkohle
- 1960: Istanbul, Galata-Brücke, 32 × 44, Farbstift
- 1961: Venedig, Canale Grande, 20 × 30, Bleistift
- 1968: Gorch Fock auf der Elbe, 18 × 24, Farbstift
- 1970: Werft H. J. Lührs, 55 × 80, Öl auf Leinwand
- 1973: Finkenwerder Fischkutter vor Cuxhaven, 20 × 29, Aquarell
- 1975: Grammel Skagen, Dänemark, 23 × 32, Aquarell
- 1978: Consul Carl Fisser, 40 × 60, Öl auf Leinwand

## Ausstellungen
E = Einzelausstellung, G = Gemeinschaftsausstellung
- 1939: „Künstler der Wasserkante“ – Deutsche Buch-Gemeinschaft, Hamburg – G
- 1942: „Wolf-Strobel-Ausstellung“ – Deutsche Buch-Gemeinschaft – E
- 1950: „Freunde der Seefahrt“ und „500 Jahre Seefahrt im Bilde“ – Völkerkundemuseum Hamburg – jeweils G
- 1974: „Schiffs- und Marinemalerei der Gegenwart“ – Marineschule Mürwik – G
- 1976: Gemeinschaftsausstellung anlässlich der Jahrestagung der Deutschen Gesellschaft für Schiffahrts- und Marinegeschichte, Hamburg